# Heinrich von Keppel
Heinrich von Keppel (* im 14. Jahrhundert; † im 15. Jahrhundert) aus dem Adelsgeschlecht derer von Keppel war Vizedominus, Domherr und Offizial im Hochstift Münster.

## Leben
Heinrich von Keppel wurde als Sohn des Hermann von Keppel (ehemaliger Domscholaster) und dessen Gemahlin Margaretha von Merveldt geboren. Erstmals am 31. Juli 1419 findet er als Domherr zu Münster urkundliche Erwähnung. Er absolvierte ein Studium in Bologna. Vom Jahre 1434 an bekleidete er das Amt des Vizedominus. Damit war er der Vertreter des Landesherrn. Im gleichen Jahr kam Heinrich in den Besitz des Archidiakonats Rorup. Von 1427 bis 1441 war er münsterischer Offizial und damit Vorsteher des Kirchengerichts. Das Amt des Domscholasters bekleidete er in den Jahren 1438 bis 1444. In dieser Funktion oblag ihm die Leitung der Domschule. Er gehörte neben den Domherren Hermann Droste zu Vischering, Hugo von Schagen, Heinrich Korff gen. Schmising und Sander von Oer zu den Gegnern des Walram von Moers, dessen Wahl zum Bischof zur Münsterischen Stiftsfehde führte.
Dieser belegte Heinrich mit einem Verbot. Im November 1456 war er neben Sander von Oer noch der einzige Domherr, der Anhänger der Partei des Bischofs Erich von Hoya war. Dieser war der Gegenbischof des Walram von Moers.
Das Archidiakonat Stadtlohn gehörte ebenfalls zu Heinrichs Besitz. Am 10. November 1457 führte er den neuen Bischof Johann von Pfalz-Simmern ein.
Heinrichs Bruder Gerhard war Erbmarschall der Herzöge von Kleve und errichtete im Jahre 1476 die Kartause Marienburg in Weddern.

## Werke
- Heinrich von Keppel: Tractatulus dans modu[m] teutonisandi casus et tempora. 1488 (uni-goettingen.de [abgerufen am 15. Juli 2025] Lateinisch und niederdeutsch).